# Spadicoides grovei
Spadicoides grovei är en svampart som beskrevs av M.B. Ellis 1963. Spadicoides grovei ingår i släktet Spadicoides och familjen Helminthosphaeriaceae.   Inga underarter finns listade i Catalogue of Life.